# САНАЕ IV
САНАЕ IV (англ. SANAE IV) — південноафриканська науково-дослідна станція в Антарктиці, заснована у 1997 році. Розташована на вершині нунатака висотою 856 м над р. м. на околиці гірського хребта Альман на Землі Королеви Мод. Населення становить 60 осіб влітку, 10 — взимку.
До структури станції входять три пов'язаних модулі та дві технічні споруди, обладнані системою навігації.